# عماد بن زهير حافظ
الأستاذ الدكتور الشيخ عماد بن زهير بن عبد القادر بن حافظ، قارئ و إمام سعودي عُين في رمضان سنة 1432هـ إماما للتراويح بالمسجد النبوي، إمام وخطيب مسجد قباء سابقاً وإمام وخطيب مسجد الميقات حالياً
ولد بالمدينة المنورة سنة 1382هـ 1962م 

## التعليم
- حصل على البكالوريوس في قسم الدراسات الإسلامية من جامعة الملك عبد العزيز بجدة  سنة 1404هـ
- حصل على الماجستير في الكتاب والسنة من جامعة أم القرى بمكة المكرمة سنة 1408هـ .
- حصل على الدكتوراه في التفسير من الجامعة الإسلامية سنة 1412هـ .

## مناصبة وعضوياته
- صدر الأمر السامي الكريم بإمامته للمسجد النبوي الشريف لصلاة التراويح والتهجد عام 1432هـ[1]
- إمام مسجد قباء سابقاً وإمام مسجد الميقات حالياً.[5]
- عميد شؤون المكتبات بالجامعة الإسلامية بالمدينة المنورة (11-10-1429هـ إلى 10-10-1435هـ) .[6]
- أستاذ الدراسات العليا بقسم التفسير وعلوم القرآن الكريم بالجامعة الإسلامية.[7]
- عضو اللجنة الاستشارية العليا بالجامعة الإسلامية .
- رئيس مجلس إدارة مركز تعظيم القرآن الكريم التابع لمؤسسة المدينة المنورة الخيرية لتنمية المجتمع .
- نائب رئيس مجلس إدارة الجمعية الخيرية لتحفيظ القرآن الكريم بمنطقة المدينة المنورة .
- نائب رئيس مجلس إدارة الجمعية العلمية السعودية للقرآن الكريم وعلومه التابعة لجامعة الإمام محمد بن سعود الإسلامية سابقاً.
- مدير فرع الهيئة العالمية للتعريف بالرسول صلى الله عليه وسلم ونصرته بالمدينة المنورة ورئيس مجلس إدارته .
- عضو لجنة التحكيم بمسابقة الملك عبد العزيز الدولية لحفظ القرآن الكريم وتفسيره .
- عضو الهيئة التأسيسية للهيئة العالمية لتحفيظ القرآن الكريم التابعة لرابطة العالم الإسلامي .
- له عدة مؤلفات في تفسير القرآن الكريم وعلومه .[8]
- له مصحف مرتّل برواية حفص عن عاصم من إصدار مجمع الملك فهد لطباعة المصحف الشريف.[9]
- يقوم بتدريس القرآن الكريم للحفاظ الراغبين في الحصول على الإجازة في الإقراء بالمسجد النبوي الشريف .
- له العديد من المشاركات في الندوات والمؤتمرات ومعارض الكتاب المحلية والدولية .
- عضو هيئة تحرير مجلة الدراسات والبحوث القرآنية بمجمع الملك فهد لطباعة المصحف الشريف .
- له عدّة برامج قدمها وأعدها في التلفزيون السعودي وإذاعة القرآن الكريم بالمملكة العربية السعودية.[4]

## مؤلفاته
- القصص القرآني بين الآباء والأبناء.
- منهج القرآن في رعاية ضعفاء المجتمع.
- تسبيح الله ذاته العلية في آيات كتابه السنية.
- حمد الله ذاته الكريمة في آيات كتابه الحكيمة.
- الفضل والبيان لأعظم آية في القرآن.
- تأملات في سورة الواقعة.
- خواتيم البقرة فضلها وبيانها.
- قصة المائدة في القرآن الكريم.
- البيان والتفصيل لأجمع آية في الأمر والنهي بالقرآن الكريم.
- أمر الله تعالى لرسوله صلى الله عليه وسلم بالتوكل عليه في آيات القرآن الكريم.
- نسبة البركة لذاته الكريمة في آيات كتابه العظيمة.
- مشهد الحوار بين أصحاب الجنة والنار.
- الأعراف في سورة الأعراف.
- وغيرها ...[4]